# Großsaara
Großsaara ist ein Ortsteil der Gemeinde Saara im Landkreis Greiz in Thüringen.

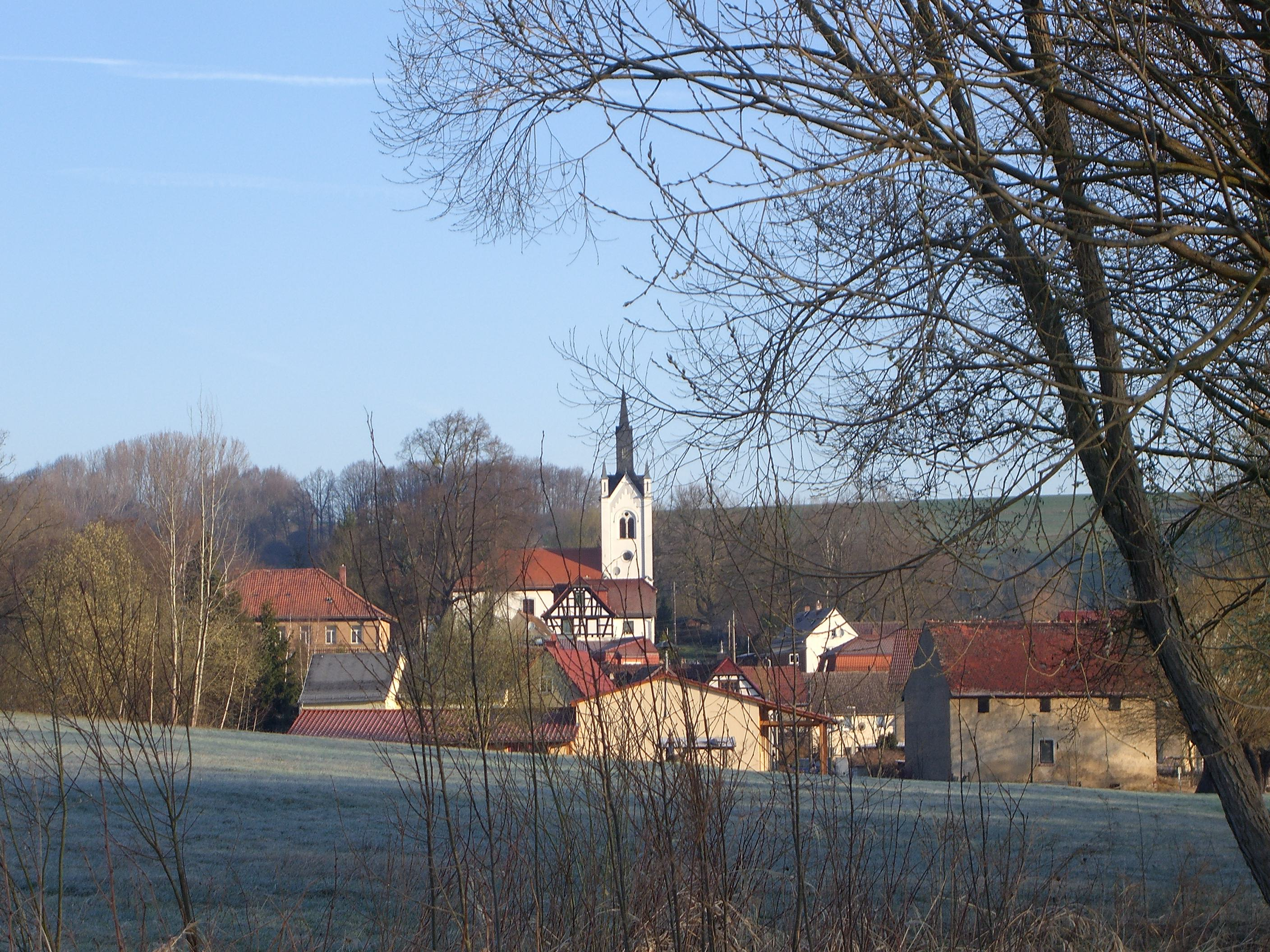
Großsaara

## Lage
Großsaara liegt in einem Tal westlich der Stadt Gera an der Landesstraße 1076 zum Hermsdorfer Kreuz.

## Geschichte
Am 24. Dezember 1387 wurde das Dorf erstmals urkundlich erwähnt.
Von 1611 bis 1861 gab es ein Rittergut Großsaara, das in den Händen mehrerer Familien lag. Auch das Kleinsaaraer Gut war diesem Gut unterstellt. 1729 erwarb das Gut die Landesherrschaft Reuß-Gera.  Am 1. Juli 1950 wurde Großsaara mit Geißen und Kleinsaara zur neuen Gemeinde Saara zusammengeschlossen.